# Сисньега Отеро, Лионель
Лионель Сисньега Отеро Барриос (исп. Lionel Sisniega Otero Barrios; 16 марта 1925, Гватемала — 18 сентября 2012, Гватемала) — гватемальский ультраправый политик, сподвижник Марио Сандоваля Аларкона, сторонник Эфраина Риоса Монтта. Участник нескольких заговоров и государственных переворотов. Один из лидеров Движения национального освобождения, организатор Mano Blanca, активист ВАКЛ. Известен также как политический публицист и обозреватель.

## Ультраправый активист
Окончил Университет Сан-Карлос. Получил юридическое образование, но никогда не работал по этой специальности. Отличался крайне правыми взглядами, участвовал в студенческом антикоммунистическом движении, в 23-летнем возрасте примкнул к Партии антикоммунистического единства. Занимался политической журналистикой.
Лионель Сисньега Отеро был противником левых правительств Хосе Аревало и Хакобо Арбенса. В 1951 он возглавил Антикоммунистический комитет университетских студентов Гватемалы, организовал подпольную радиостанцию La Voz de la Liberación — Голос Освобождения. В 1954 году участвовал в перевороте Кастильо Армаса. Был в его правительстве заместителем министра образования.

## В партии и «эскадроне»
После убийства Кастильо Армаса руководил пресс-службой президента Идигораса Фуэнтеса. Вместе с Марио Сандовалем Аларконом создал Движение национального освобождения (MLN). Являлся в MLN вторым лицом после Сандоваля Аларкона. Выступал партийным идеологом, увлекался идеями Франко и Примо де Риверы. Курировал связи партии с аффилированными организациями — Гватемальским комитетом антикоммунистического сопротивления, Гватемальским антикоммунистическим советом, Новой антикоммунистической организацией. Возглавлял Национальную антикоммунистическую федерацию.
С 1966 Лионель Сисньега Отеро руководил военизированной организацией типа «эскадрона смерти» Mano Blanca. Под его политическим руководством осуществлялись силовые акции против коммунистов, левых активистов, профсоюзных функционеров, крестьян, заподозренных в сотрудничестве с партизанским движением. Как и Сандоваль Аларкон, Сисньега Отеро активно участвовал в деятельности ВАКЛ. Обвинялся в организации ряда политических убийств, но к судебной ответственности никогда не был привлечён.

Над страной непрестанно нависала тень Падрино Мико (Крёстный Отец Обезьяна) — Марио Сандоваля Аларкона, лидера Движения национального освобождения. Личный секретарь Кастильо Армаса не стеснялся называться фашистом. А рядом с плакатным мафиози неотступно пребывал Лионель Сисниега Отеро, тоже чрезвычайно колоритный тип. Журналист абсолютно ботанического вида был вожаком эскадрона смерти «Белая рука». Вся полевая работа — уличные расстрелы марксистов, охрана кофейных плантаций, получение бабла с плантаторов — держалась на этом «ботанике».

В 1978—1982 — период, когда Сандоваль Аларкон занимал пост вице-президента — Сисньега Отеро снова был заместителем министра образования Гватемалы.

Лионель Сисньега никогда не дистанцировался от политики, хотя его метода нельзя назвать ортодоксально правовыми. Не раз он содействовал военным переворотом или консультировал военных, как совершить переворот. Когда какой-нибудь переворот проваливался, он говорил среди близких друзей: «Если бы я участвовал в заговоре, мы были бы во дворце».

## Сторонник «патрулерос»
На выборах 1982 Сисньега Отеро баллотировался в вице-президенты в тандеме с Сандовалем Аларконом. Результаты голосования были аннулированы как фальсифицированные. 23 марта 1982 года Сисньега Отеро принял активное участие в военном перевороте, приведшем к власти Эфраина Риоса Монтта. Именно он выступил с публичным заявлением о смене власти в стране:

Столкнувшись с политическим, социальным и экономическим кризисом, армия решила вернуть Гватемалу на путь подлинной демократии.

В своей антикоммунистической политике Риос Монтт опирался не на MLN и Mano Blanca, а на массовое движение сельских «патрулерос». В этих условиях политическое влияние MLN пошло на спад. Между Риосом Монттом и Сандовалем Аларконом возникли осложнения. Сисньега Отеро принял сторону первого и в 1983 покинул MLN, создав новую Партию антикоммунистического единства, лояльную Риосу Монтту.
Он решительно поддерживал движение «патрулерос» как «защитившее гватемальцев». Выступал в качестве идеолога «риосмонттизма». Ответственность за гражданскую войну Сисньега Отеро целиком возлагал на коммунистических повстанцев.

## Кандидат в президенты. Публицист и политик
В 1995 году Лионель Сисньега Отера баллотировался в президенты от Националистического центра, но собрал незначительное количество голосов (менее 0,4 %) — гватемальское общество отторгало политиков, ассоциируемых с гражданской войной. Он оставался приверженцем Сандоваля Аларкона и Риоса Монтта (несмотря на непростые отношения между ними).
Занимался политической публицистикой, выступал в качестве обозревателя правых изданий. По социальным проблемам Сисньега Отеро высказывался в том смысле, что неравенство должно преодолеваться экономическим прогрессом, а не перераспределением имуществ.
Лионель Сисньега Отеро поддерживал тесные связи с Ассоциацией ветеранов гражданской войны (Avemilgua), созданной отставными военными и патрулерос. В 2007—2008 годах он принял участие в создании партии Фронт национальной конвергенции (FCN) и рассматривался как потенциальный кандидат в президенты от FCN.

## Посмертные оценки
Лионель Сисньега Отеро скончался в возрасте 87 лет. Похоронен близ могилы Сандоваля Аларкона.
Левая и либеральная общественность оценивает Сисньегу Отеро как ультраправого террориста. Однако многие гватемальцы считают его деятельность оправданной историческими условиями и отдают должное твёрдости его убеждений.

Таким лидерам, как Сисньега Отеро, мы обязаны тем, что Гватемала не попала в руки коммунизма, не превратилась в Кубу или Никарагуа… Надо отметить, что Сисньега и MLN — это другое политическое поколение. Они вдохновлялись ценностями, принципами, политической философией. Сейчас политики меняют идеи как бельё. Тогда — искренне верили в свои убеждения и искренне боролись за них.